# Алексеевка (Марий Эл)
 Алексеевка  — деревня в Советском районе Республики Марий Эл. Входит в состав Алексеевского сельского поселения.

## География
Находится в центральной части республики Марий Эл на расстоянии приблизительно 8 км по прямой на запад-юго-запад от районного центра посёлка Советский.

## История
Основана по местным данным в 1857 году. В военные и послевоенные годы в деревне было около 50 хозяйств. В 1963 году здесь было 28 дворов, в 1973 году — 25, в 1983 году — 18, в 1993 году — 9 дворов, в 2004 году — 6. В советское время работали колхозы «Знамя революции», «Искра» и совхоз «Алексеевский».

## Население
Население составляло 13 человек (мари 77 %) в 2002 году, 4 в 2010.